# Cabin Fever 2: Spring Fever
Cabin Fever 2: Spring Fever (en Español: Fiebre de cabaña: fiebre de primavera) es una película estadounidense de terror de 2009 dirigida por Ti West y la continuación de la película Cabin Fever, dirigida por Eli Roth en el 2002. Es la segunda entrega de la saga. Es protagonizada por Rider Strong, Noah Segan, Alexander Isaiah Thomas, Giuseppe Andrews, Alexi Wasser y Regan Deal. La película sigue el mismo ritmo que la precuela y presenta la misma situación, solo que esta vez la historia es ambientada en una escuela secundaria y mientras se celebra el típico baile de graduación. Fue estrenada solo en formato DVD.

## Sinopsis
Después de los acontecimientos de la primera parte, el virus se traslada a una localidad estadounidense a través del agua. Es así como llega a un instituto en el que se celebra el baile de primavera. Al enterarse los equipos especiales de que el instituto podría estar infectado bloquean las salidas. A su vez, algunos de los estudiantes intentarán escapar de la infección y de la purga que los equipos de policía planean hacer en el instituto. Luego, una superviviente que trabaja en un prostíbulo contagia a algunas personas y el virus se dispersa.

## Producción
En un principio la película iba a ser dirigida por Eli Roth, pero el estudio rechazó el proyecto porque el producto final no fue el que el estudio quería. Entonces se le encargó a Ti West que produjo la película en el 2007. Directo a DVD, Cabin Fever 2: Spring Fever es anterior a The house of the devil y se terminó sin la participación de West. Él quería que su nombre en pantalla fuera reemplazado por el seudónimo de Alan Smithee, pero finalmente no pudo hacerlo.

## Versión del director
Existe una versión del director (director's cut en idioma inglés) lanzada después del estreno del film en DVD. Esta versión es más sangrienta que la original.